# Aeropuerto de Kaukura
El aeródromo de Kaukura (código AITA : KKR • código OACI : NTGK) es un aeródromo en el atolón de Kaukura en el archipiélago de las Tuamotu en Polinesia Francesa.

## Compañías y destinos
- Air Tahiti (Tahití)